# Châtenay-Malabry
Pour les articles homonymes, voir Châtenay.
Châtenay-Malabry, anciennement Châtenay-les-Bagneux (jusqu'en 1920), est une commune française dans le département des Hauts-de-Seine, en région Île-de-France.

## Géographie

### Localisation

Vue de la commune de Châtenay-Malabry en rouge sur la carte de la « Petite Couronne » d'Île-de-France.

Châtenay-Malabry est située à 10 kilomètres au sud de Paris, près du parc de Sceaux.
La commune est limitrophe du département de l’Essonne et du département des Yvelines, limitée par les communes de Sceaux, Antony, Bièvres, Le Plessis-Robinson et Verrières-le-Buisson.
Commune de la proche banlieue parisienne, Chatenay-Malabry se trouve dans l'aire urbaine de Paris, dans l'unité urbaine de Paris ainsi que dans sa zone d'emploi et dans son bassin de vie.

### Communes limitrophes
Les communes limitrophes sont Antony, Verrières-le-Buisson, Clamart, Le Plessis-Robinson, Sceaux et Bièvres.
| Clamart | Le Plessis-Robinson  | Sceaux |
| Bièvres | Châtenay-Malabry     | Antony |
| Bièvres | Verrières-le-Buisson | Antony |

### Géologie et relief
La superficie de la commune est de 638 hectares ; l'altitude varie de 65  à   172 mètres.
Le profil général de la commune est un plateau à l’ouest, suivi d’une déclivité accentuée dans son premier tiers pour se poursuivre en pente douce jusqu’à Sceaux. Une ligne de rupture en zigzag délimite la zone du plateau de celle des vallées.
La déclivité se partage en deux vallons, l’un se développant en partie sud, l’autre en partie nord.

### Hydrographie

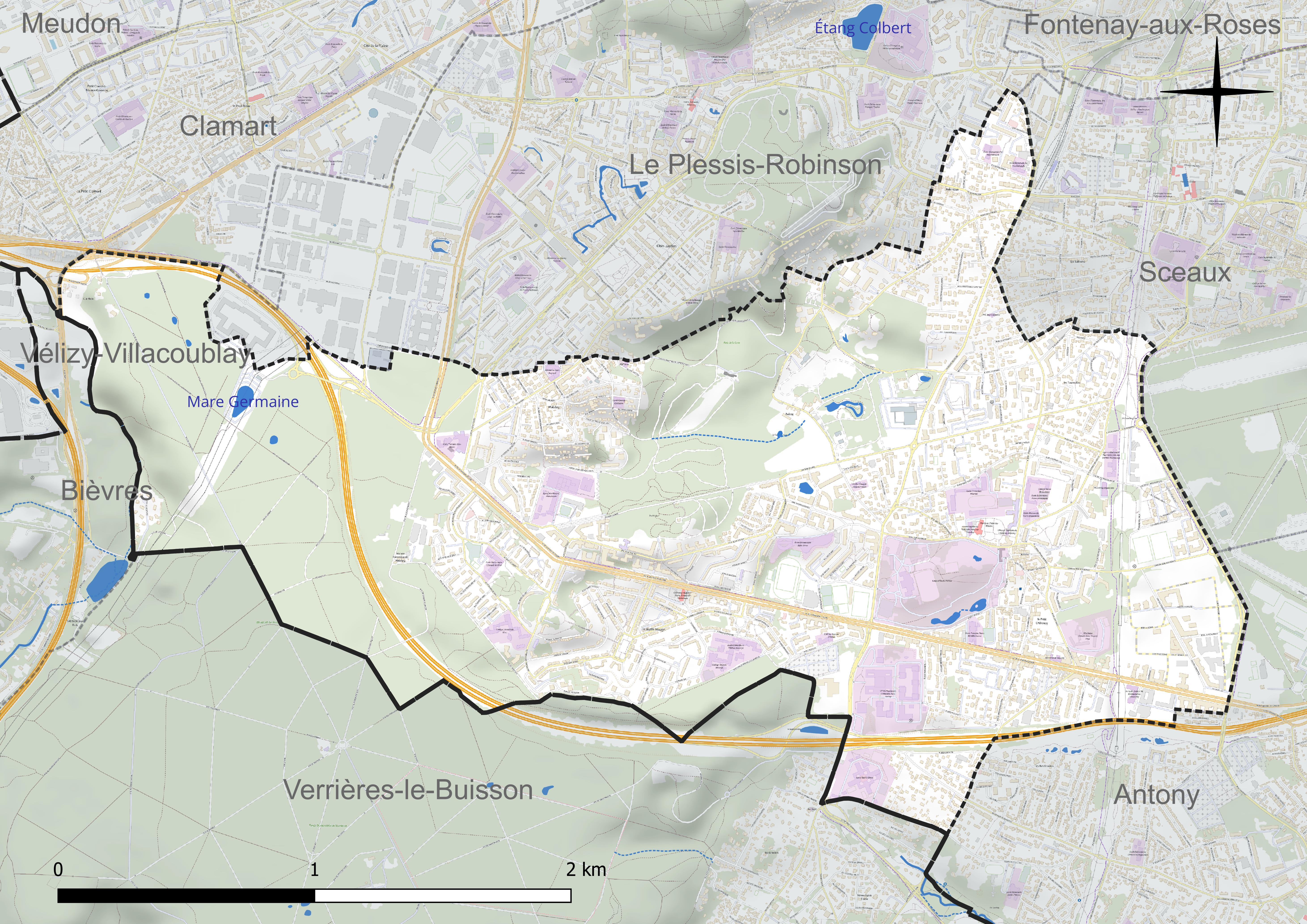
Carte hydrographique de la commune.

Au creux de chacun de ces deux vallons, s’inscrit une ligne de plus forte pente, réceptacle de petits cours d’eau. Au nord, coule le ru d’Aulnay en partie recouvert qui parcourt à l'air libre le parc de la Vallée-aux-Loups et l'arboretum, au sud, le ru de Châtenay entièrement souterrain. Une crête entre les deux vallons nord et sud se dégage, qui a vu s’établir dans sa partie la plus à l’est le vieux centre de Châtenay.

### Climat
Pour des articles plus généraux, voir Climat de l'Île-de-France et Climat des Hauts-de-Seine.
En 2010, le climat de la commune est de type climat océanique dégradé des plaines du Centre et du Nord, selon une étude du CNRS s'appuyant sur une série de données couvrant la période 1971-2000. En 2020, Météo-France publie une typologie des climats de la France métropolitaine dans laquelle la commune est exposée à un climat océanique altéré et est dans la région climatique Sud-ouest du bassin Parisien, caractérisée par une faible pluviométrie, notamment au printemps (120 à 150 mm) et un hiver froid (3,5 °C).
Pour la période 1971-2000, la température annuelle moyenne est de 11,4 °C, avec une amplitude thermique annuelle de 15,2 °C. Le cumul annuel moyen de précipitations est de 661 mm, avec 11,2 jours de précipitations en janvier et 7,9 jours en juillet. Pour la période 1991-2020, la température moyenne annuelle observée sur la station météorologique la plus proche, située à Athis-Mons à 10 km à vol d'oiseau, est de 12,1 °C et le cumul annuel moyen de précipitations est de 622,2 mm,. Pour l'avenir, les paramètres climatiques de la commune estimés pour 2050 selon différents scénarios d'émission de gaz à effet de serre sont consultables sur un site dédié publié par Météo-France en novembre 2022.

## Urbanisme

### Typologie
Au 1er janvier 2024, Châtenay-Malabry est catégorisée grand centre urbain, selon la nouvelle grille communale de densité à sept niveaux définie par l'Insee en 2022.
Elle appartient à l'unité urbaine de Paris, une agglomération inter-départementale regroupant 407  communes, dont elle est une commune de la banlieue,,.
Par ailleurs la commune fait partie de l'aire d'attraction de Paris, dont elle est une commune du pôle principal,. Cette aire regroupe 1 929 communes,.

### Occupation des sols

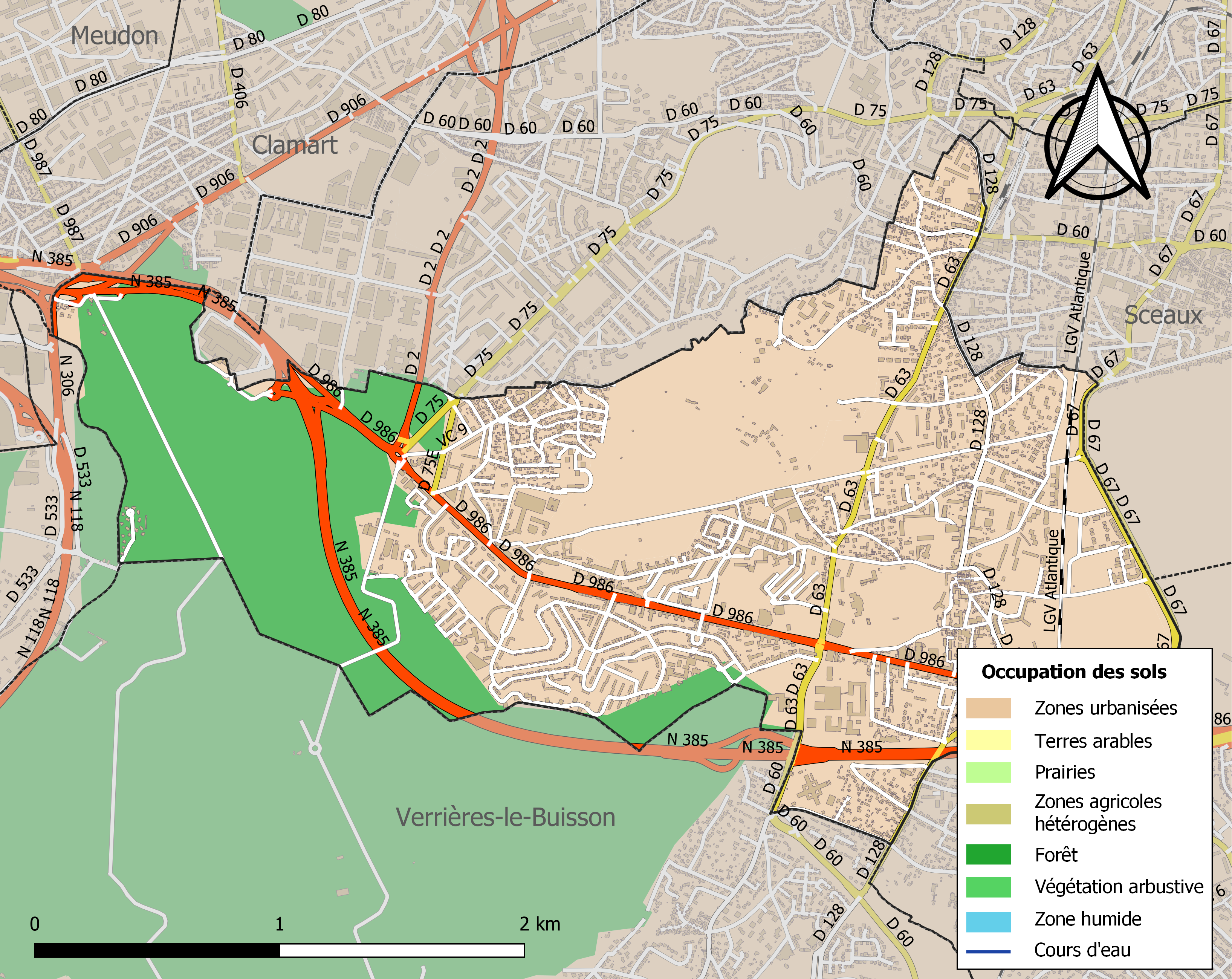
Carte des infrastructures et de l'occupation des sols de la commune en 2018 (CLC).

Le tableau ci-dessous présente l'occupation des sols de la commune en 2018, telle qu'elle ressort de la base de données européenne d’occupation biophysique des sols Corine Land Cover (CLC).
| Type d’occupation                                              | Pourcentage | Superficie (en hectares) |
| -------------------------------------------------------------- | ----------- | ------------------------ |
| Tissu urbain discontinu                                        | 62,4 %      | 398                      |
| Zones industrielles ou commerciales et installations publiques | 0,3 %       | 2                        |
| Espaces verts urbains                                          | 13,2 %      | 84                       |
| Forêts de feuillus                                             | 24,1 %      | 154                      |
| Source : Corine Land Cover                                     |             |                          |

### Morphologie urbaine
Châtenay-Malabry revêt tous les aspects d’une ville parc. En effet, plus de la moitié de son territoire est constituée d’espaces verts et de parcs, bordés de quartiers résidentiels et d’habitats collectifs avec notamment sa Cité-Jardin, grand ensemble construit entre le début des années 1930 et 1960, avec jusqu'à 4 000 logements. Classée quartier prioritaire, la cité compte près de 4 300 habitants en 2020, dont un tiers vit sous le seuil de pauvreté. 
Elle est traversée par la Coulée verte du sud parisien qui reprend une partie de la via Turonensis, l'un des quatre chemins de France du pèlerinage de Saint-Jacques-de-Compostelle.
Les deux principales entrées de ville sont situées à l'ouest et à l'est de l’avenue de la Division-Leclerc, principale artère de la ville, dont le nom honore la 2e DB. Côté forêt de Verrières, l'entrée de ville est un grand rond-point qui apparaît comme une clairière dans la forêt avant de plonger dans le paysage urbain. Côté Antony, c'est un simple rond-point situé à l'angle sud-est du parc de Sceaux. Pour ce qui est des entrées nord et sud, elles sont pour le moins discrètes, s’inscrivant dans le tissu urbain.
L’Insee découpe la commune en quatorze îlots regroupés pour l'information statistique soit Malabry, Robinson, Aulnay, Houssières, Division Leclerc, Butte rouge 1, Butte rouge 2, Butte rouge 3, Petit Châtenay, Voltaire, Croix blanche, Seignelay, Faulotte, Colbert.

### Logement

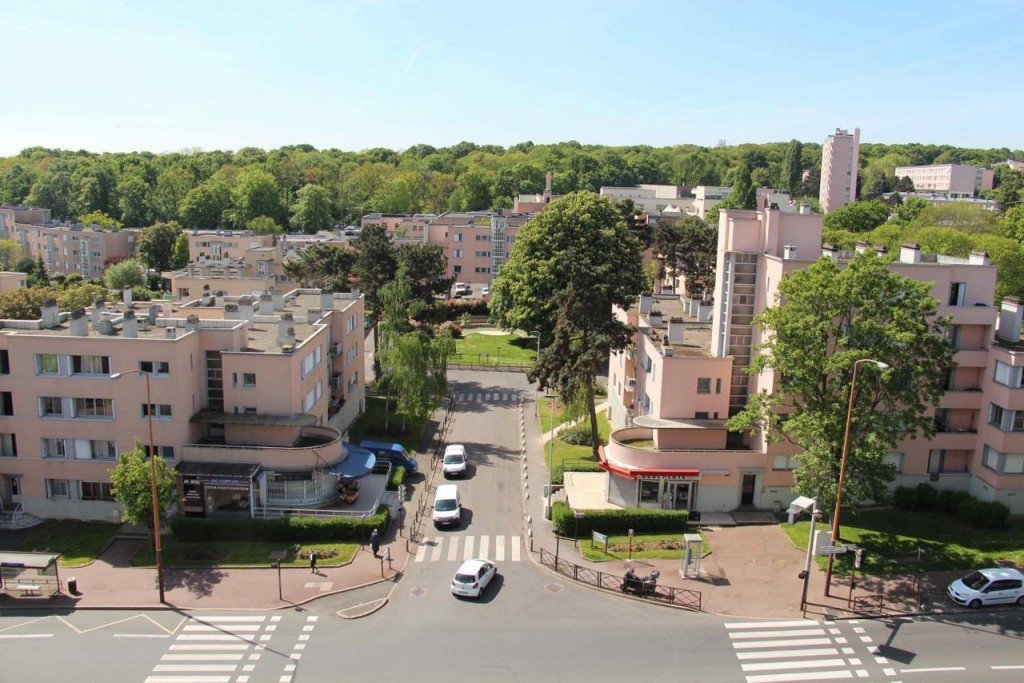
Cité-jardin de la Butte-Rouge.

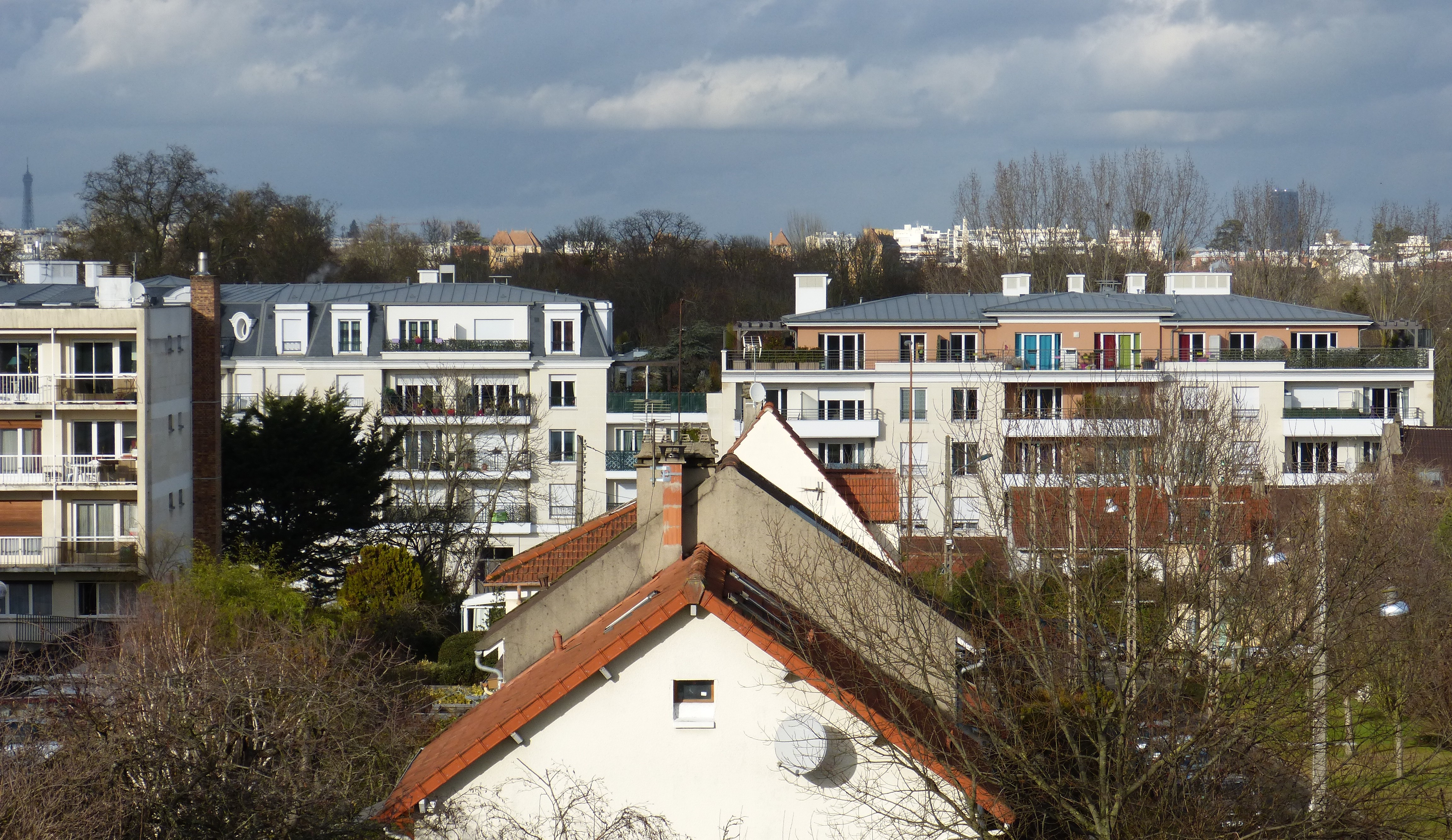
Quartier du Petit Châtenay.

En 2021, le nombre total de logements dans la commune était de 16 224, alors qu'il était de 14 903 en 2016 et de 14 065 en 2011.
Parmi ces logements, 92,5 % étaient des résidences principales, 1,4 % des résidences secondaires et 6,2 % des logements vacants. Ces logements étaient pour 10,5 % d'entre eux des maisons individuelles et pour 88,7 % des appartements.
Le tableau ci-dessous présente la typologie des logements à Châtenay-Malabry en 2021 en comparaison avec celle des Hauts-de-Seine et de la France entière. Une caractéristique marquante du parc de logements est ainsi la faible proportion des résidences secondaires et logements occasionnels (1,4 %) par rapport au département (3,9 %) et à la France entière (9,7 %).
| Typologie                                               | Châtenay-Malabry | Hauts-de-Seine | France entière |
| ------------------------------------------------------- | ---------------- | -------------- | -------------- |
| Résidences principales (en %)                           | 92,5             | 89,6           | 82,2           |
| Résidences secondaires et logements occasionnels (en %) | 1,4              | 3,9            | 9,7            |
| Logements vacants (en %)                                | 6,2              | 6,6            | 8,1            |

La commune respecte les obligations qui lui sont faites par l'article 55 de la loi SRU de disposer d'au moins 25 % de son parc de résidences principales constituées de logements sociaux
La ville fait figure de référence en matière de logement social avec sa cité-jardin de la Butte-Rouge, construite entre 1931 et 1965. Propriété de Hauts-de-Seine Habitat, la cité-jardin est reconnue pour ses qualités urbaines, paysagères et architecturales. Elle regroupe 4 000 logements sociaux répartis sur 70 hectares et accueille un quart de la population de Châtenay-Malabry. Alors que la mairie veut radicalement transformer la cité-jardin, amoureux de l’architecture du XXe siècle et écologistes se mobilisent pour la préserver.

### Projets d'aménagements
L’ÉcoQuartier LaVallée va remplacer l'École centrale, et un quartier d'affaires va remplacer la faculté de pharmacie.

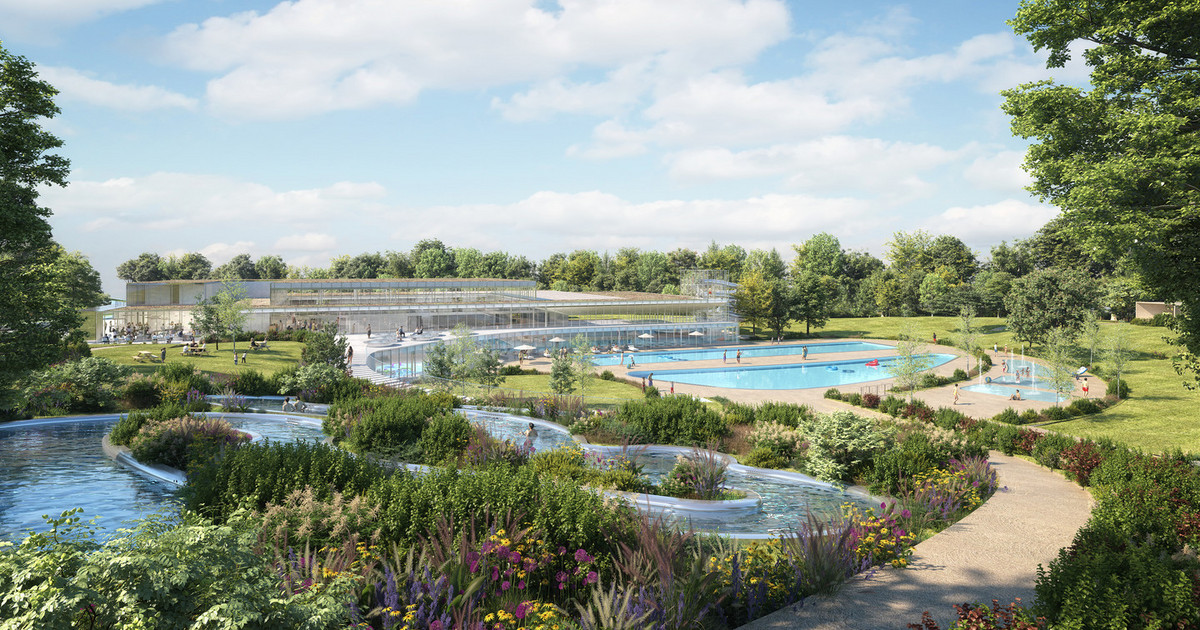
La piscine de La Grenouillère disposera de bassins extérieurs et d'une rivière sauvage.

En 2027, l'ancienne piscine en plein air de La Grenouillère sera remplacée par un vaste complexe aquatique ouvert toute l'année

### Voies de communication et transports

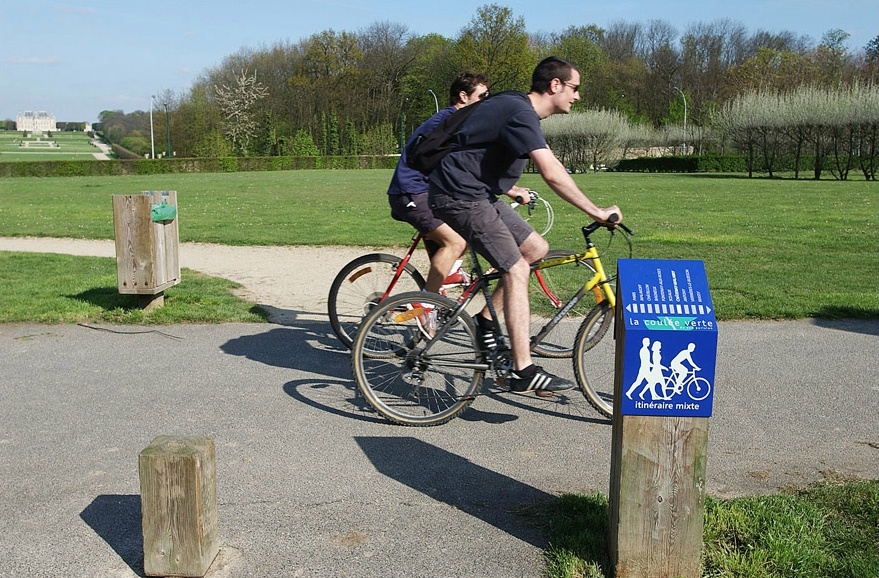
La Coulée verte permet de rejoindre Paris à vélo.

La commune est traversée d’est en ouest par la RD 986, ancienne RN 186 (avenue de la Division-Leclerc, autrefois appelée avenue de Versailles), et du nord au sud par la D 128 (rues Vincent-Fayo et Jean-Longuet), la D 67 (avenue Sully-Prudhomme), la D 63 (avenue Roger-Salengro) et la D 75 (en bordure du territoire communal avec le Plessis-Robinson).
Elle dispose de deux échangeurs avec l'autoroute A86, qui longe la commune au sud. La sortie 28 Verrières-le-Buisson / Châtenay-Malabry Centre a été ouverte en mars 2014, complétée par la sortie 29 Le Plessis-Robinson Centre / Châtenay-Malabry Haut inaugurée en juillet 2018. Ces deux échangeurs ont désenclavé la commune et permis de diminuer le trafic de transit sur l'avenue de la Division Leclerc.
La commune est traversée par la Coulée verte, qui recouvre la partie souterraine de la ligne à grande vitesse LGV Atlantique. Une piste cyclable relie Massy à la gare Montparnasse.
Une piste cyclable longe aussi la départementale 986 et une autre l'avenue Sully-Prudhomme.
Châtenay-Malabry est située à proximité immédiate de deux gares de la ligne B : Robinson (terminus de la branche B2), à Sceaux, et La Croix de Berny, à Antony.
Depuis 2023, la ligne de tramway T10 traverse la commune, permettant d'accéder très rapidement au RER B à la gare de La Croix de Berny. Les arrêts situés sur son territoire sont : La Vallée, Petit-Châtenay, Théâtre La Piscine, Les Peintres, Cité-Jardin, Vallée aux Loups et Malabry.
De plus, le prolongement de la ligne 4 du métro jusqu'à Châtenay-Malabry est à l'étude.
Par ailleurs, plusieurs lignes de bus relient Châtenay-Malabry à Paris et aux communes limitrophes, via les réseaux de bus de l'Île-de-France :
- six lignes du réseau RATP : 179, 194, 195, 294 et 395 ;
- deux lignes du réseau de bus Vallée Sud Bus : 11 et 14 ;
- quatre lignes du réseau de bus de la Bièvre : 412, 415 et 418 ;
- une ligne du réseau Noctilien : N63.

## Toponymie
Le nom Châtenay viendrait du latin castellanum qui signifie petit château et camp romain, ce qui en ferait remonter l'origine au Ier ou IIe siècle. On a d'ailleurs retrouvé des objets gallo-romains, préhistoriques et gaulois. La mention du nom de Châtenay n’apparaît pour la première fois qu’en 829, dans le polyptyque de l’abbé de Sainte-Geneviève, Irminon, dans lequel il mentionne Castanetum cum ecclesia, Châtenay avec son église.
Cette mention Castanetum (qui signifie en latin la châtaigneraie) évoque une origine liée au mot châtaignier, mais l'on pense aujourd'hui que la culture du châtaignier est relativement récente dans cette région ; toutefois Albert Dauzat et Charles Rostaing ont écrit, dans leur Dictionnaire étymologique des noms de lieux en France : « Ces toponymes montrent l'extension anc.[-ienne] du châtaignier dans des régions où il a disparu, par ex.[-emple] en Beauce ».
Malabry, déformation du mot maladrerie ou de mal-abri (lieu de chasse battu par les vents), est à mettre en relation sans doute avec les nombreuses pentes et côtes du territoire de cette commune ou encore avec le nom d’un célèbre jardin botanique nommé Maladrerie où poussaient au XVIIe siècle des plantes médicinales destinées à la Cour de France.
Durant la Révolution, la commune, alors nommée Châtenay-les-Bagneux, porte le nom de Châtenay-la-Montagne.
En 1920, un décret associe les deux noms de Châtenay et de Malabry.

## Histoire
Le territoire communal est issu des délimitations établies à l’issue de la Révolution française sur la base du territoire rattaché à la seigneurie de Sceaux.
Le site comprend trois pôles principaux :
- le vieux centre du bourg de Châtenay (IXe siècle) ;
- le hameau d’Aulnay (XVIIe siècle) ;
- le plateau de Malabry (identifié dès le XVIIe siècle comme lieu-dit, mais pas urbanisé avant la fin du XIXe siècle).

La découverte de « fonds de cabanes » au début du XXe siècle atteste l’implantation d’hommes à Châtenay-Malabry, aux lieux-dits les Porchères et la Cerisaie, dès la période néolithique (5000-2000 av. J.-C.). Quelques fragments de poteries gauloises et de nombreux vestiges gallo-romains confirment la continuité d’une présence humaine sur ce site.
Néanmoins, la mention du nom de Châtenay n’apparaît pour la première fois qu’en 829, dans le polyptyque de l’abbé de Sainte-Geneviève, Irminon, dans lequel il mentionne Castanetum cum ecclesia, Châtenay avec son église.
Érigée en paroisse au siècle suivant, Châtenay, dont les terres appartiennent alors au chapitre de Notre-Dame de Paris, couvre un territoire considérable, englobant notamment toutes les terres des villes actuelles de Sceaux et du Plessis-Robinson.
En 1266, les habitants de Châtenay s’affranchissent, grâce à la politique équitable de Louis IX, au prix de 1 400 livres payées au chapitre, afin d’abolir les pratiques du servage, en les remplaçant par une contribution financière.

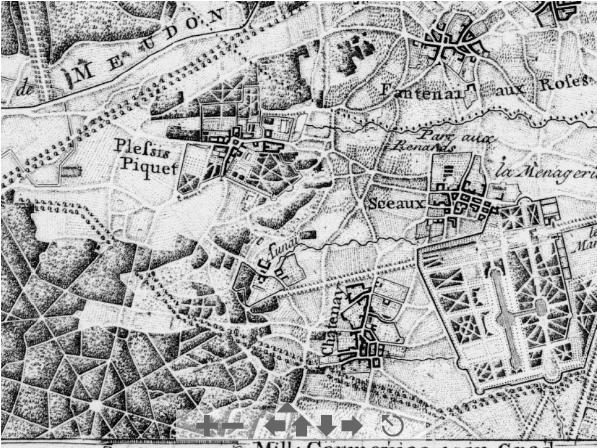
Châtenay-Malabry en 1751.

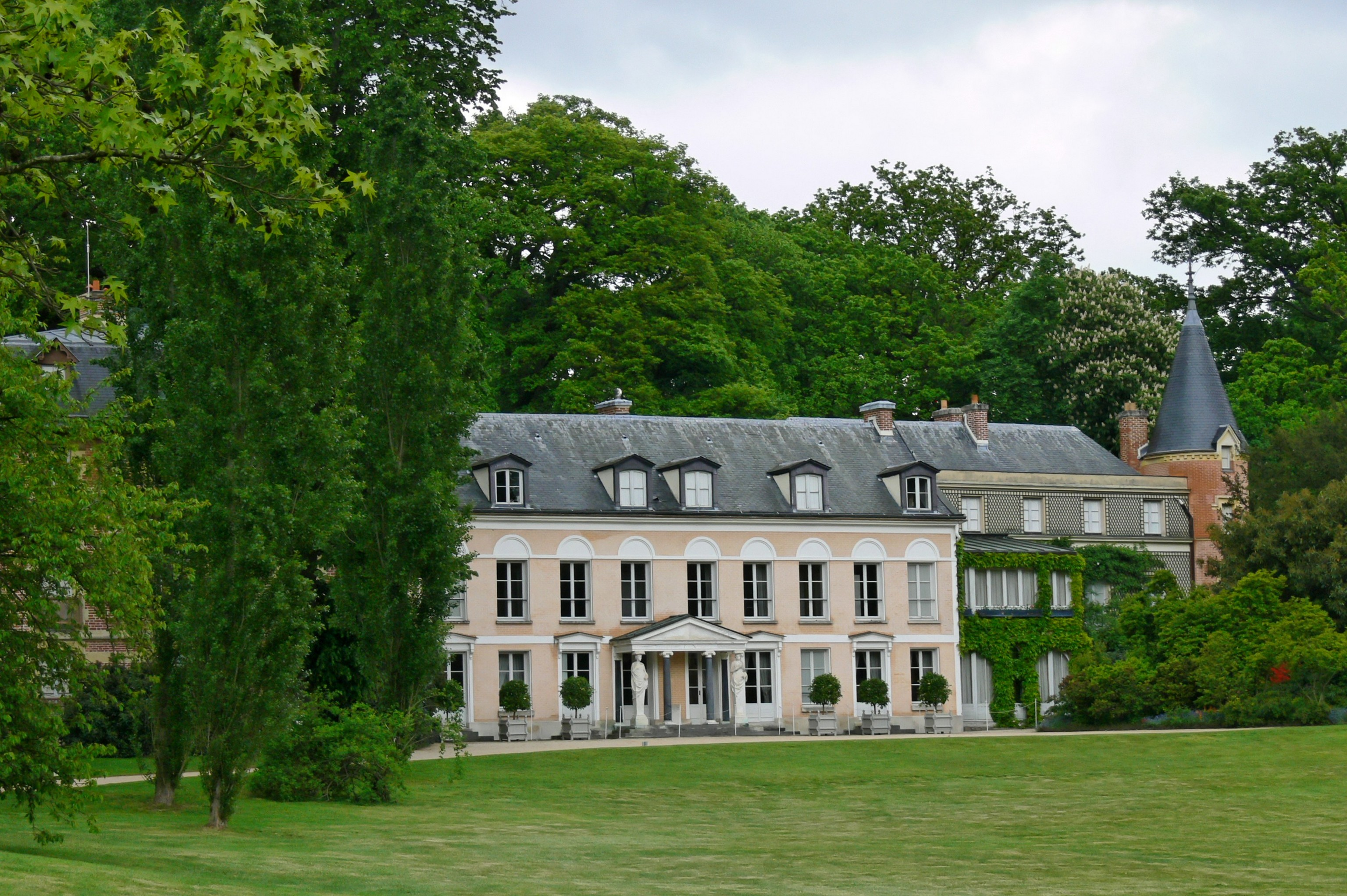
Maison de Chateaubriand.

Au XIIe siècle, la ville du Plessis devient indépendante et au XIIIe siècle, la ville de Sceaux le devient aussi. La paroisse de Châtenay s’étend toujours sur une grande superficie, comprenant notamment Châtenay, les hameaux d’Aulnay, du Petit-Châtenay et de Malabry, auxquels s’ajoutent encore quelques parcelles de territoire. Des familles nobles ou bourgeoises vinrent ensuite s’y installer (XVIIIe et XIXe siècles). À noter que Voltaire y séjourna en exil à partir de 1719 (il est, par ailleurs, probable qu'il y soit né), de retour dans la maison paternelle (château de la Roseraie) et que Chateaubriand y vécut de 1807 à 1816, dans sa propriété de la Vallée-aux-Loups, située dans le Val d'Aulnay. La propriété fut vendue ensuite à Mathieu de Montmorency, puis passa, par succession, aux ducs de La Rochefoucauld-Doudeauville.
Au XXe siècle, la vocation agricole de la commune s’estompe peu à peu et les grands propriétaires locaux deviennent pépiniéristes et arboriculteurs. De même, avec la proximité de Paris, Châtenay adopte petit à petit un caractère plus résidentiel.
En 1920, un décret associe les deux noms de Châtenay et de Malabry. Châtenay-les-Bagneux devint donc Châtenay-Malabry.
Dans les années 1930, la création de la cité-jardin de La Butte Rouge, en bordure de l’ancien village, bouleverse la démographie de la commune. Celle-ci connaît alors plusieurs décennies de forte croissance, passant de 4 000 habitants en 1936 à plus de 30 000 depuis les années 1970.
Châtenay et sa commune voisine Antony ont procédé en 1936 à un échange important de terrains. Châtenay a cédé ses droits sur le parc de Sceaux au profit d'Antony qui a cédé une grande partie de son territoire au nord-ouest.
Au début des années 1970, la commune accueille l’École centrale Paris et la faculté de Pharmacie. Le visage de la ville se métamorphose ensuite par l’aménagement de la ZAC des Friches et des Houssières et de la Croix blanche ; de nombreux équipements sportifs, sociaux, administratifs et culturels sont créés ou modernisés pour rendre un meilleur service aux habitants.
En 2017, le déplacement de l’École centrale Paris vers le site Saclay a permis de libérer une partie importante du territoire de la commune pour la construction de l'écoquatier LaVallée, du nom du fondateur de l'école,,.

## Politique et administration

### Rattachements administratifs et électoraux

#### Rattachements administratifs
Antérieurement à la loi du 10 juillet 1964, la commune faisait partie du département de la Seine. La réorganisation de la région parisienne en 1964 fit que la commune appartient désormais au département des Hauts-de-Seine et à son arrondissement d'Antony après un transfert administratif effectif au 1er janvier 1968.
Elle faisait partie de 1801 à 1984 du canton de Sceaux de la Seine puis des Hauts-de-Seine. En 1984, la ville est partagée entre les cantons de Châtenay-Malabry (dont elle est le chef-lieu) et de Sceaux. Dans le cadre du redécoupage cantonal de 2014 en France, cette circonscription administrative territoriale a disparu, et le canton n'est plus qu'une circonscription électorale.

#### Rattachements électoraux
Pour les élections départementales, la commune est membre depuis 2014 du canton de Châtenay-Malabry porté de une à trois communes
Pour l'élection des députés, elle fait partie de la treizième circonscription des Hauts-de-Seine.

### Intercommunalité
La commune était membre de la communauté d'agglomération des Hauts-de-Bièvre créée en 2002.
Dans le cadre de la mise en œuvre de la volonté gouvernementale de favoriser le développement du centre de l'agglomération parisienne comme pôle mondial est créée, le 1er janvier 2016, la métropole du Grand Paris (MGP), à laquelle la commune a été intégrée.
La loi portant nouvelle organisation territoriale de la République du 7 août 2015 (loi NOTRe) prévoit également la création le 1er janvier 2016 d'établissements publics territoriaux (EPT), qui regroupent l'ensemble des communes de la métropole à l'exception de Paris, et assurent des fonctions de proximité en matière de politique de la ville, d'équipements culturels, socioculturels, socio-éducatifs et sportifs, d'eau et assainissement, de gestion des déchets ménagers et d'action sociale, et exerçant également les compétences que les communes avaient transférées aux intercommunalités supprimées
La commune fait donc partie depuis le 1er janvier 2016 de l'établissement public territorial Vallée Sud Grand Paris, créé par un décret du 11 décembre 2016.
L'EPT exerce, outre les compétences attribuées par la loi à cette catégorie d'établissement public de coopération intercommunale (EPCI), celles que les communes avaient transférées aux anciennes intercommunalités supprimées à l'occasion de sa création :
- la communauté de communes de Châtillon-Montrouge (Montrouge, Châtillon) ;
- la communauté d'agglomération des Hauts-de-Bièvre (Châtenay-Malabry, Antony, Bourg-la-Reine, Le Plessis-Robinson, Sceaux dans les Hauts-de-Seine – les deux communes essonniennes de Verrières-le-Buisson et Wissous ayant rattachées à la communauté d'agglomération Paris-Saclay) ;
- la communauté d'agglomération Sud de Seine (Fontenay-aux-Roses, Bagneux, Clamart, Malakoff).

### Tendances politiques et résultats
La commune de Châtenay-Malabry a été dirigée par des maires socialistes jusqu'à l'élection en 1995 d'un maire RPR proche de Charles Pasqua, Georges Siffredi.
Au premier tour des élections municipales de 2014 dans les Hauts-de-Seine, la liste UMP-UDI menée par le maire sortant Georges Siffredi obtient la majorité absolue des suffrages exprimés avec 6 784 voix (66,60 %, 34 conseillers municipaux élus dont 8 communautaires), devançant très largement les listes menées respectivement par : 

- Sylvie Delaune (PS-PCF-EELV, 2 317 voix, 22,74 %, 4 conseillers municipaux élus dont 1 communautaire) ; 

- Geneviève Colomer (FG, 904 voix, 8,87 %, 1 conseiller municipal élu) ; 

- Delfina De Matos (DVG, 180 voix, 1,76 %, pas d'élu).

Lors de ce scrutin, 42,23 % des électeurs se sont abstenus.
Au premier tour des élections municipales de 2020 dans les Hauts-de-Seine, la liste LR-UDI-MoDem menée par le maire sortant Georges Siffredi obtient la majorité absolue des suffrages exprimés avec 5 043 voix (65,37 %, 33 conseillers municipaux élus dont 1 métropolitain), devançant très largement celle DVG-PS-EÉLV-PCF-LFI menée par Stéphane Dieudonné, qui a recueilli 2 671 voix (34,62 %, 6 conseillers municipaux élus)
Lors de ce scrutin marqué par la pandémie de Covid-19 en France, 58,50 % des électeurs se sont abstenus.
Toutefois, devenu en mai 2020 président du conseil départemental des Hauts-de-Seine à la suite de la mort de Patrick Devedjian, Georges Siffredi est contraint par la législation limitant le cumul des mandats en France de renoncer à son mandat de maire. Lui succède son colistier, ancien maire-adjoint et ancien directeur de cabinet Carl Segaud.

### Liste des maires
Sept maires se sont succédé depuis la Libération de la France :
| Période      | Période                        | Identité             | Étiquette                  | Qualité |
| ------------ | ------------------------------ | -------------------- | -------------------------- | --- |
| août 1944    | octobre 1947                   | Gaston Richet        | SFIO                       | Émailleur sur métaux et artiste peintre, résistant Libération-Nord Maire depuis 1938, président du Comité local de libération en 1944 |
| octobre 1947 | mars 1965                      | Constant Mougard     | SFIO                       | Employé des postes et syndicaliste, résistant Libération-Nord |
| mars 1965    | janvier 1976                   | André Mignon         | SFIO puis PS               | Instituteur Mort en fonction |
| avril 1976   | avril 1992                     | Jean Vons            | PS                         | Conseiller général de Sceaux (1979 → 1985) Conseiller général de Châtenay-Malabry (1985 → 1992) Démissionnaire après sa défaite aux élections cantonales de 1992 |
| avril 1992   | juin 1995                      | Jean-François Merle, | PS                         | Haut fonctionnaire, conseiller d’État Notamment conseiller technique du premier ministre Michel Rocard |
| juin 1995    | mai 2020                       | Georges Siffredi     | RPR puis RPF puis UMP → LR | Directeur de société Député des Hauts-de-Seine (2002 → 2005 et 2009 → 2010) Conseiller général de Châtenay-Malabry (1992 → 1998 et 2011 → 2015) Conseiller départemental de Châtenay-Malabry (2015 → ) Président du conseil départemental des Hauts-de-Seine (2020 → ) Vice-président de la métropole du Grand Paris (2016 → ) Vice-président de l'EPT Vallée Sud Grand Paris (2016 → 2020) |
| 28 mai 2020  | En cours (au 10 décembre 2024) | Carl Segaud          | LR                         | Ancien directeur de cabinet de Georges Siffredi Conseiller régional d'Île-de-France (2021 → ) Président de l'EPT Vallée Sud Grand Paris (depuis 2025) |

### Jumelages
Au 1er janvier 2010, Châtenay-Malabry est jumelée avec :
- Bergneustadt (Allemagne) depuis 1967[46] ;
- Landsmeer (Pays-Bas) depuis 1986[46].

Ces trois villes sont également jumelées entre elles depuis 1986.

## Équipements et services publics

### Enseignement
Châtenay-Malabry est située dans l'académie de Versailles.

#### Établissements scolaires
La ville administre huit écoles maternelles et huit écoles élémentaires communales :
- les groupes scolaires Jean-Jaurès, Jules-Verne, Pierre-Brossolette, des Mouilleboeufs, Thomas-Masaryk, Pierre-Mendès-France et Voltaire accueillent chacun une école maternelle et une école élémentaire auxquels s'ajoutent l'école maternelle Suzanne-Buisson et l'école élémentaire Léonard-de-Vinci.

Le département gère trois collèges :
- le collège Thomas-Masaryk ;
- le collège Léonard-de-Vinci ;
- le collège Pierre-Brossolette.

La région Île-de-France gère deux lycées :
- le lycée Emmanuel-Mounier ;
- le lycée polyvalent Missak-et-Mélinée-Manouchian (en) (anciennement lycée polyvalent Jean-Jaurès).

À ces établissements publics s'ajoute un établissement privé sous contrat, le groupe scolaire Sophie Barat, qui propose une école primaire, un collège et un lycée.
Le lycée Sophie Barat a été élu meilleur lycée du département des Hauts-de-Seine en 2020 par le magazine L'Étudiant.

#### Vie universitaire

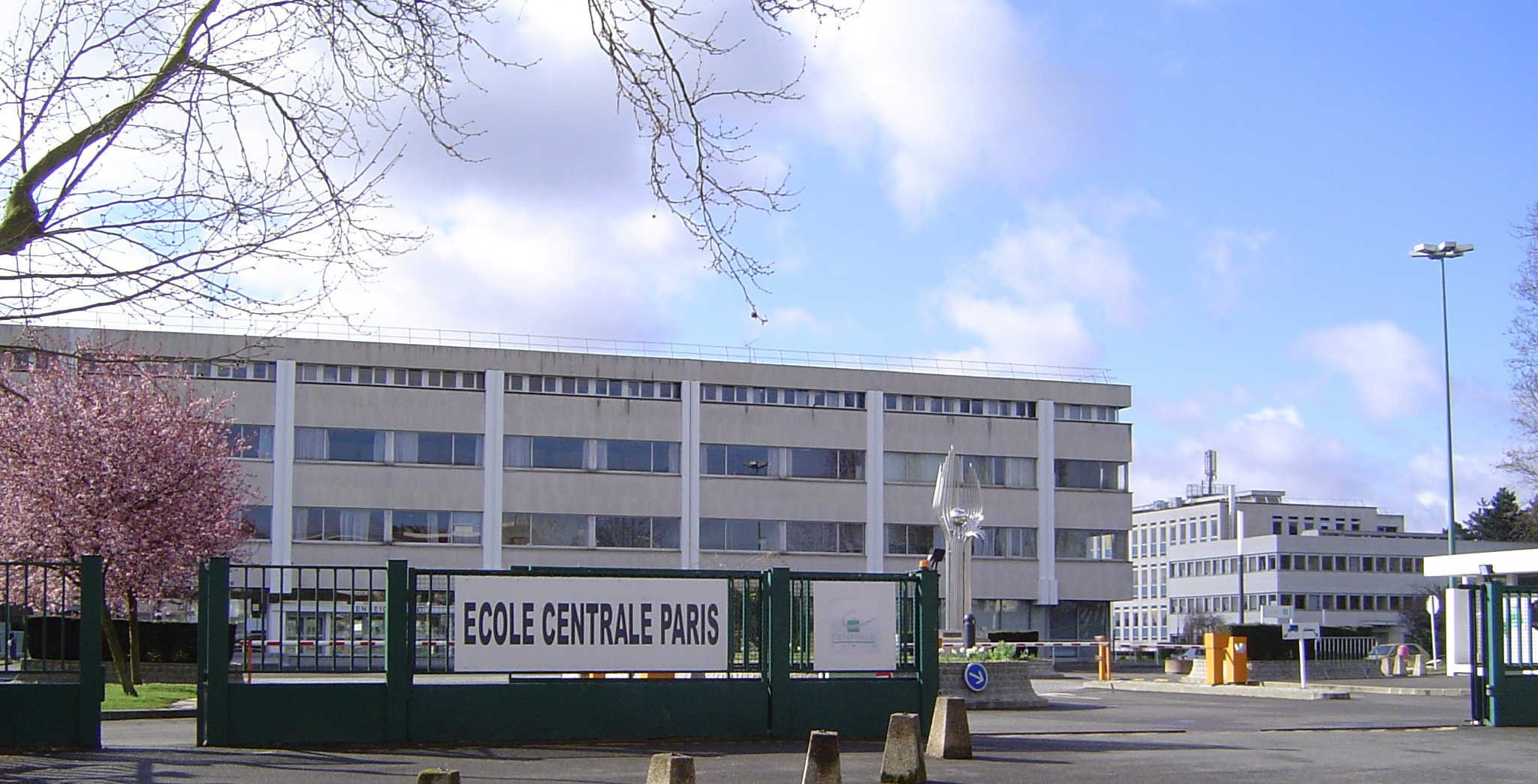
Entrée de l'école CentraleSupélec en avril 2009.

Châtenay-Malabry abrite le Centre régional d'éducation populaire et de sport d'Île de France (CREPS).
De 1969 à 2018, l'École centrale Paris y était installée avant de fusionner avec l'École supérieure d'électricité et de déménager à Saclay. De même, de 1972 à 2022, l'UER puis UFR de Pharmacie, l'un des pôles d'enseignement de l'université Paris-Sud (Orsay), y était installé avant de déménager à Saclay en 2022.

## Population et société

### Démographie

#### Évolution démographique
L'évolution du nombre d'habitants est connue à travers les recensements de la population effectués dans la commune depuis 1793. Pour les communes de plus de 10 000 habitants les recensements ont lieu chaque année à la suite d'une enquête par sondage auprès d'un échantillon d'adresses représentant 8 % de leurs logements, contrairement aux autres communes qui ont un recensement réel tous les cinq ans,.

En 2022, la commune comptait 35 490 habitants, en évolution de +7,49 % par rapport à 2016 (Hauts-de-Seine : +2,75 %, France hors Mayotte : +2,11 %).
| 1793 | 1800 | 1806 | 1821 | 1831 | 1836 | 1841 | 1846 | 1851 |
| ---- | ---- | ---- | ---- | ---- | ---- | ---- | ---- | ---- |
| 568  | 573  | 559  | 526  | 652  | 545  | 496  | 525  | 566  |

| 1856 | 1861 | 1866 | 1872 | 1876 | 1881  | 1886  | 1891  | 1896  |
| ---- | ---- | ---- | ---- | ---- | ----- | ----- | ----- | ----- |
| 686  | 754  | 942  | 825  | 982  | 1 112 | 1 194 | 1 339 | 1 561 |

| 1901  | 1906  | 1911  | 1921  | 1926  | 1931  | 1936  | 1946  | 1954   |
| ----- | ----- | ----- | ----- | ----- | ----- | ----- | ----- | ------ |
| 1 706 | 1 888 | 2 019 | 2 367 | 2 966 | 3 682 | 3 893 | 9 179 | 14 269 |

| 1962   | 1968   | 1975   | 1982   | 1990   | 1999   | 2006   | 2011   | 2016   |
| ------ | ------ | ------ | ------ | ------ | ------ | ------ | ------ | ------ |
| 24 756 | 27 484 | 30 497 | 28 580 | 29 197 | 30 621 | 31 873 | 32 083 | 33 016 |

| 2021   | 2022   | - | - | - | - | - | - | - |
| ------ | ------ | - | - | - | - | - | - | - |
| 34 898 | 35 490 | - | - | - | - | - | - | - |

#### Pyramide des âges
La population de la commune est relativement jeune.
En 2018, le taux de personnes d'un âge inférieur à 30 ans s'élève à 39,9 %, soit au-dessus de la moyenne départementale (38,4 %). À l'inverse, le taux de personnes d'âge supérieur à 60 ans est de 20,6 % la même année, alors qu'il est de 20,0 % au niveau départemental.
En 2018, la commune comptait 16 693 hommes pour 17 477 femmes, soit un taux de 51,15 % de femmes, légèrement inférieur au taux départemental (52,41 %).
Les pyramides des âges de la commune et du département s'établissent comme suit.
| Hommes | Classe d’âge | Femmes |
| ------ | ------------ | ------ |
| 0,7    | 90 ou +      | 1,8    |
| 5,0    | 75-89 ans    | 7,2    |
| 12,5   | 60-74 ans    | 14,0   |
| 18,9   | 45-59 ans    | 19,4   |
| 20,3   | 30-44 ans    | 20,2   |
| 23,0   | 15-29 ans    | 19,5   |
| 19,6   | 0-14 ans     | 17,9   |

| Hommes | Classe d’âge | Femmes |
| ------ | ------------ | ------ |
| 0,6    | 90 ou +      | 1,6    |
| 5,2    | 75-89 ans    | 7,2    |
| 12,1   | 60-74 ans    | 13,5   |
| 19,3   | 45-59 ans    | 19,4   |
| 22,6   | 30-44 ans    | 21,9   |
| 20,2   | 15-29 ans    | 18,9   |
| 19,9   | 0-14 ans     | 17,4   |

### Manifestations culturelles et festivités
Chaque année, la mairie organise :
- un village de Noël dans le parc du Souvenir français : une trentaine de chalets accueillent des artisans et une piste de luge et de ski est aménagée pour les plus jeunes. Une patinoire est aussi accessible pour les familles. Toutes les animations sont gratuites ;
- le 14 juillet, la mairie organise une grande fête sur la coulée verte : kermesse, bal musette, spectacle de clowns, tombola, dîner dansant et grand feu d'artifice ;
- le Forum des associations, le 1er samedi de septembre après la rentrée scolaire.

Le festival du Val d'Aulnay se tient tous les mois de juin dans les différents lieux de la Vallée-aux-Loups.
Le festival Paysages de cinéaste a lieu chaque année, à l'initiative du cinéma Le Rex.
Le VIVI festival a lieu chaque année au profit de l'association ASMAE pour l'un de ses microprojets au Burkina Faso.
Chaque année depuis 2008 ont lieu en avril les « Rencontres du livre Afrique - Caraïbes - Maghreb » sous la direction de l'écrivain Caya Makhélé.

### Sports et loisirs
Dans les années 1940 est créé le club omnisports de la Section Sportive Voltaire. Le footballeur international Robert Jonquet y évolue une saison à 16 ans pendant la guerre.
Mais c’est principalement grâce au handball que la SS Voltaire s’est fait connaître. Le club a en effet évolué en Championnat de France de première division lors des saisons 1964-1965, 1967-1968 puis quatre saisons entre 1975 et 1979. Plusieurs joueurs de qualité ont ainsi évolué à la SS Voltaire, tels Alfred Alexandre, Roland Indriliunas ou Lionel Nicolas, tous internationaux français.
En 1985, à la demande de la municipalité, un changement d'appellation a été prononcé afin de faire clairement apparaître le nom de la ville : la Section sportive Voltaire intègre alors l'Association sportive Voltaire de Châtenay-Malabry.
Châtenay-Malabry abrite également le siège de l'Agence française de lutte contre le dopage, qui a notamment mis au point une méthode de détection du dopage à l'EPO grâce au test urinaire.

### Médias
Chaque mois, le magazine d'informations municipales Les Nouvelles de Châtenay-Malabry est disponible. il est diffusé dans toutes les boîtes aux lettres de la ville.

### Cultes
Les Châtenaisiens disposent de lieux de culte catholique, musulman, orthodoxe et protestant.

#### Culte catholique

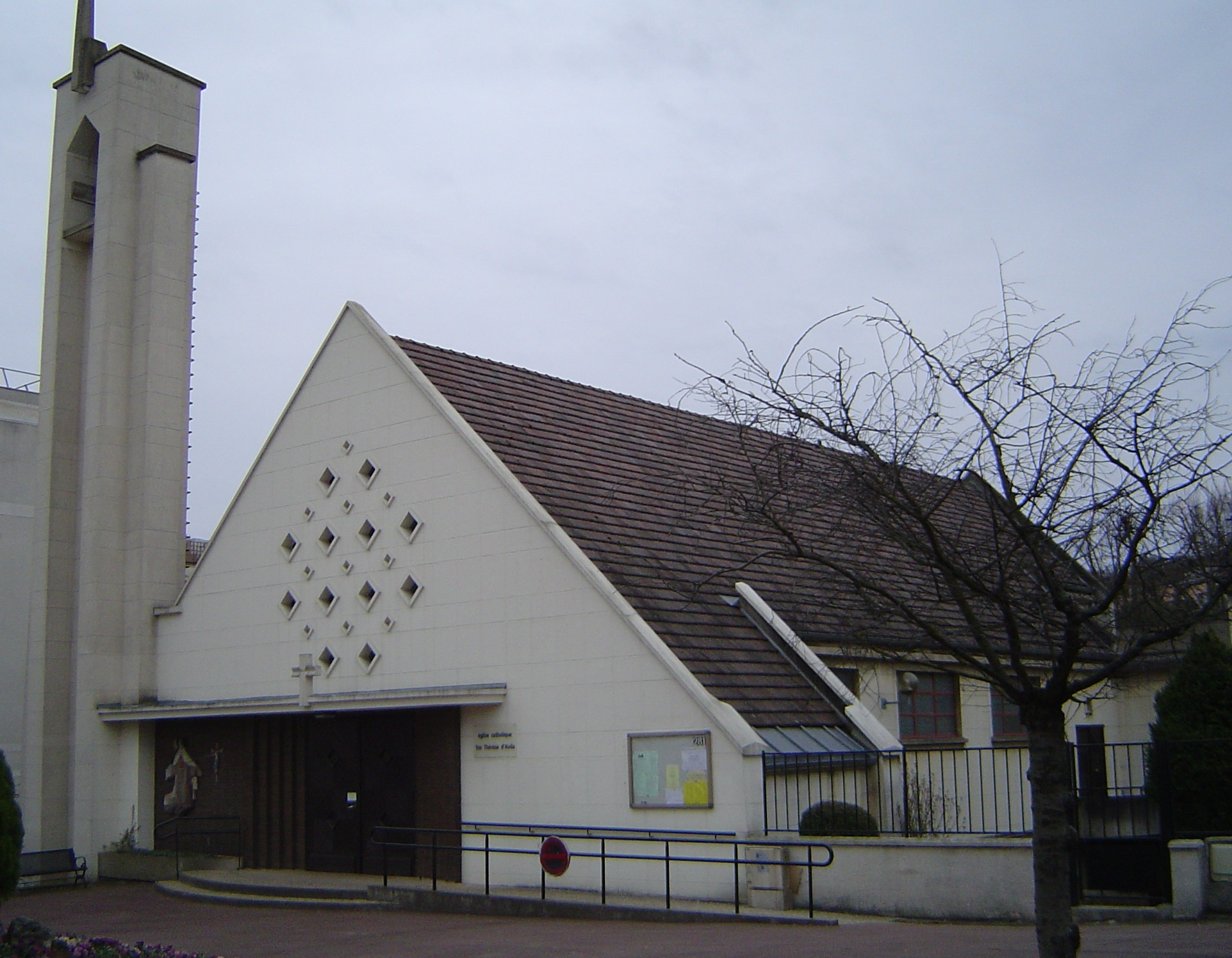
Église Sainte-Thérèse d'Avila.

Depuis janvier 2010, la commune de Châtenay-Malabry fait partie du doyenné de la Pointe Sud, l'un des neuf doyennés du diocèse de Nanterre.
Il y a quatre paroisses catholiques à Châtenay-Malabry,. Les lieux de culte correspondants sont :
- pour la paroisse Sainte Bathilde[60], dont le territoire s'étend aussi sur les villes de Fontenay-aux-Roses, Le Plessis-Robinson et Sceaux : l'église Sainte-Bathilde située à Robinson ;
- pour la paroisse Paroisse Sainte Thérèse d'Avila[61] : l'église Sainte-Thérèse-d’Avila, située dans le bas de la cité-jardin de la Butte-Rouge ;
- pour la paroisse Saint-Germain-l'Auxerrois[62] : l'église Saint-Germain-l'Auxerrois, située dans le vieux centre du bourg de Châtenay ;
- pour la paroisse Sainte-Magdeleine du Plessis-Robinson, dont le territoire s'étend sur Châtenay-Malabry : la chapelle du Sacré-Cœur de Malabry[63], située dans le quartier de Bellevue.

#### Culte musulman
La ville dispose depuis peu, d'une mosquée, non loin du parc de la Vallée-aux-Loups.

#### Culte orthodoxe

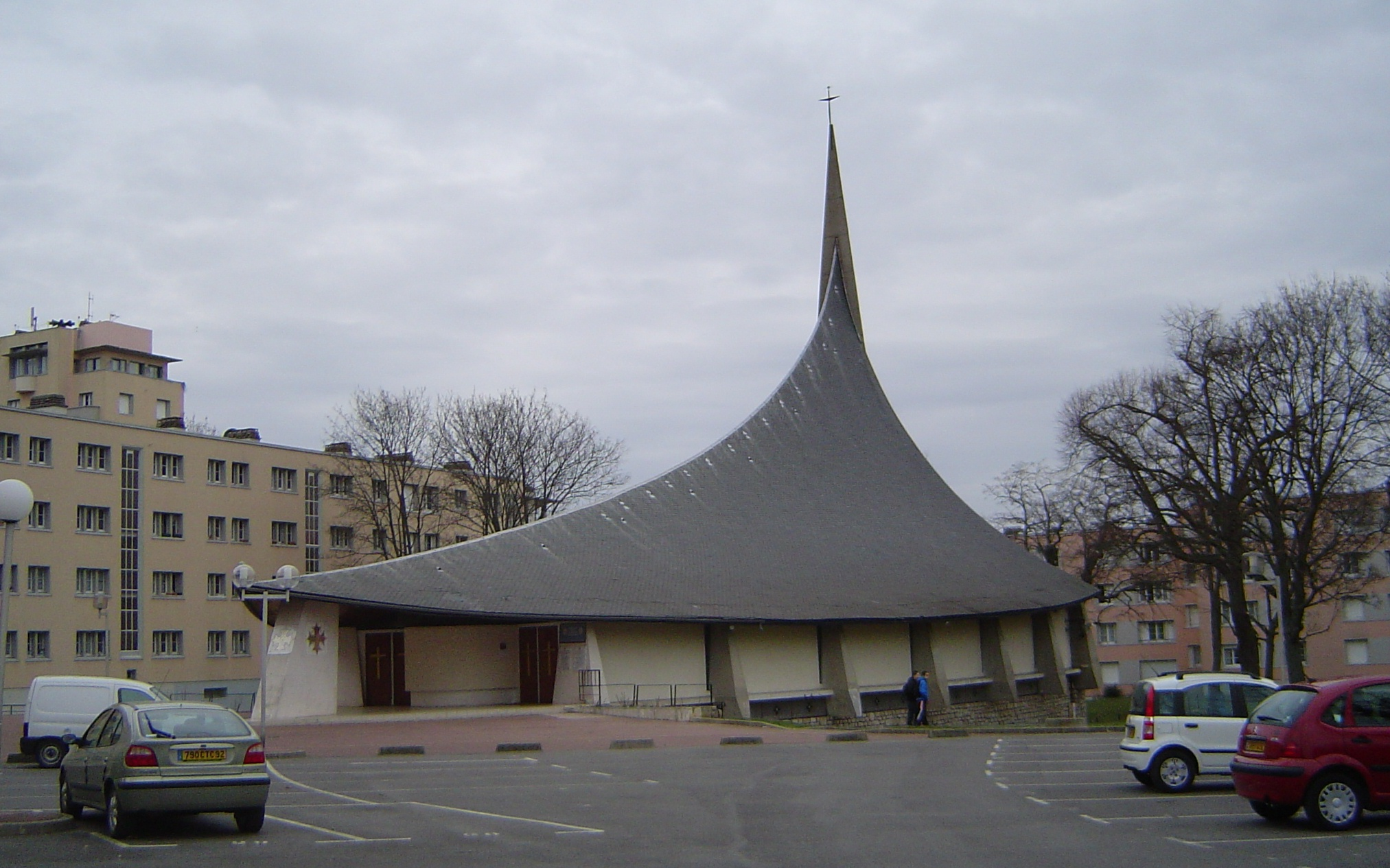
L'église Sainte-Marie-et-Saint-Marc de l'Église copte orthodoxe.

Trois lieux de culte chrétien de rite oriental :
- la chapelle des Saints-Pierre-et-Paul (célébrations en langue française) installée sous l’église catholique Sainte-Bathilde, paroisse fondée en 1984 par l'archiprêtre Michel Evdokimov et Pierre Semenoff et rattachée à l'archevêché des églises orthodoxes russes en Europe occidentale jusqu'en 2019 ; le 3 novembre de cette année, à la suite du changement de statut du dit archêché, les paroissiens décident de rester dans la juridiction de Constantinople en rejoignant la métropole orthodoxe grecque de France où au sein de celle-ci le vicariat Sainte-Marie-de-Paris et Saint-Alexis-d'Ugine regroupe des paroisses de tradition russe[64], refusant donc de rejoindre le patriarcat de Moscou[65] ;
- la paroisse des Saints-Raphaël-Nicolas-et-Irène, dispose, depuis décembre 2009[66], d'une chapelle, aménagée dans les locaux du foyer hellénique de jeunes, 15, petite voie des Vignes ; elle dépend directement de la métropole orthodoxe grecque de France[67] ;
- l'église Sainte-Marie-et-Saint-Marc de l'Église copte orthodoxe[68],[69] située au cœur de la Butte-Rouge. Nota : l'édifice apparaît à la fin du film L'Année sainte, réalisé par Jean Girault, sorti en 1976. Cette église, édifiée en 1965 par l'architecte Pierre Sirvin sous le nom de Sainte-Monique-de-la-Butte-Rouge pour le culte catholique, a été cédée au culte orthodoxe en 1989[70].

#### Culte protestant
Quatre communautés protestantes sont implantées dans la commune :
- la communauté de Robinson, paroisse réformée adhérente de l'Église protestante Unie de France[71],[72] située en centre-ville ;
- l'église évangélique mennonite[73] située dans le bas de la cité-jardin de la Butte-Rouge ;
- la paroisse adventiste du septième jour[74], qui partage les locaux de la communauté de Robinson pour son culte qui a lieu le samedi ;
- et le temple de l'Église évangélique luthérienne de France[75] situé dans le quartier de Bellevue.

## Économie

### Revenus de la population et fiscalité
En 2011, le revenu fiscal médian par ménage était de 35 764 €, ce qui plaçait Châtenay-Malabry au 6 837e rang parmi les 31 886 communes de plus de 49 ménages en métropole.

## Culture locale et patrimoine

### Lieux et monuments

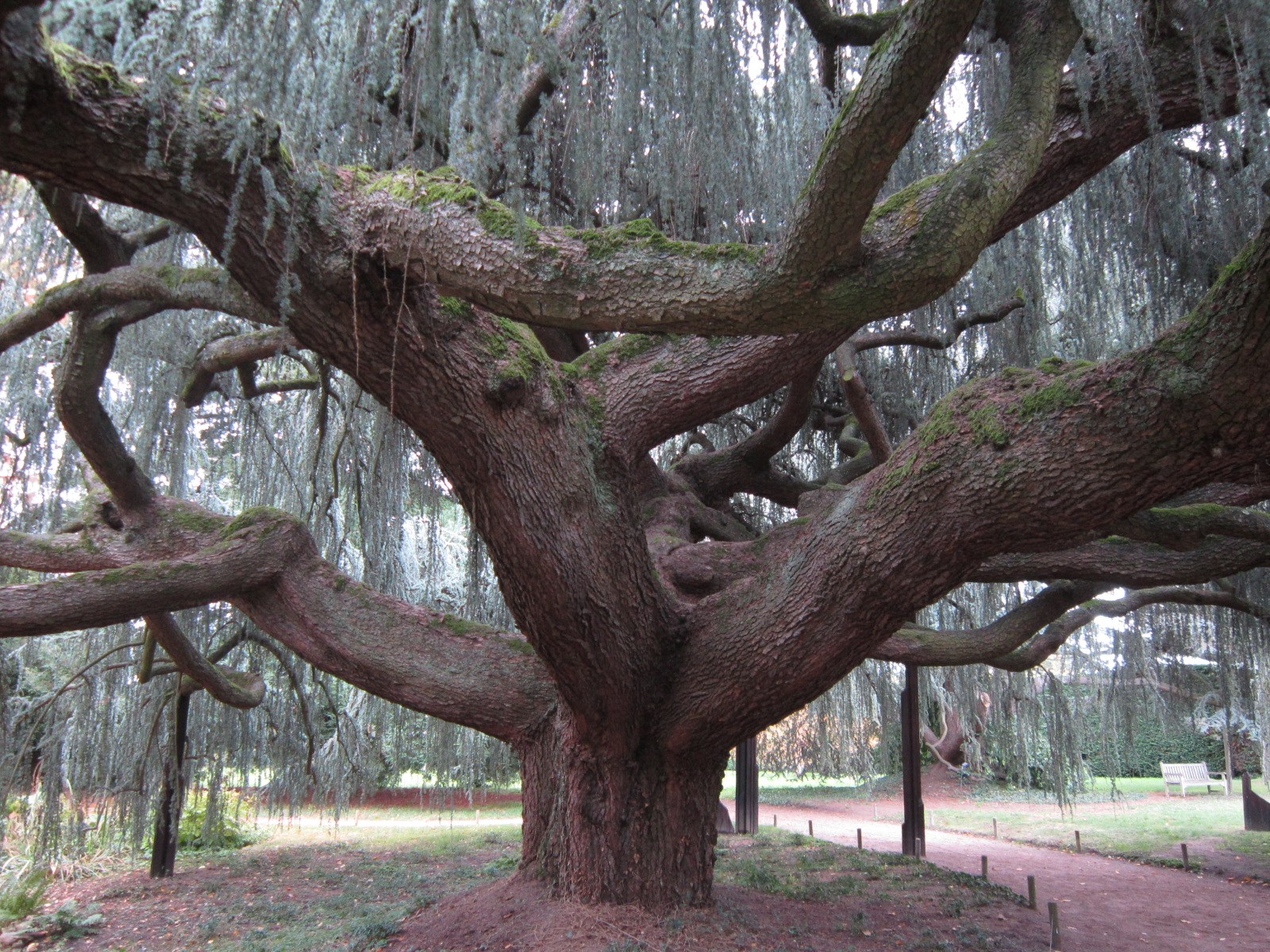
Cèdre de l'arboretum.

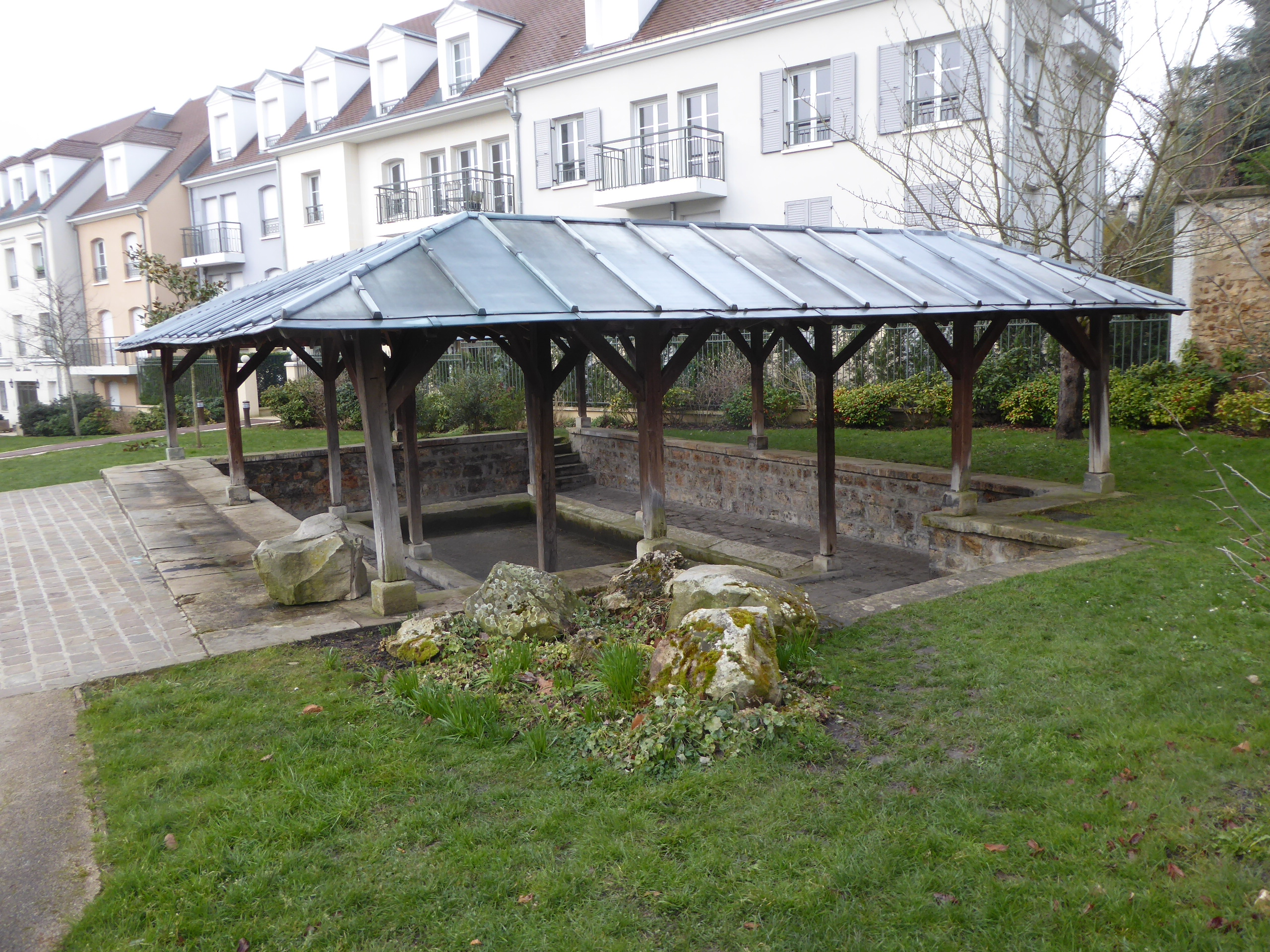
Lavoir de Châtenay.

La commune comprend de nombreux monuments répertoriés à l'inventaire général du patrimoine culturel de la France.
Les éléments historiques subsistant apparaissent comme relativement nombreux pour une commune de cette taille. Outre les traces allant du néolithique à l’époque mérovingienne, on peut retrouver des édifices historiques très marquants.
- Dans la partie nord de la forêt de Verrières dépendant de Châtenay-Malabry, subsistent quelques traces de l'ancien château fort de La Boursidière.
- L'église Saint-Germain-l'Auxerrois, l'une des églises les plus anciennes de France dont les fondations et une partie du clocher roman datent du Xe siècle.
- Le pavillon Colbert (toitures et façades inscrits monument historique[78] - XVIIIe siècle).
- Les bornes royales de Louis XV le long de l’avenue de la Division-Leclerc (XVIIIe siècle).
- Le château de la Petite Roseraie (toitures, façades et parc inscrits monument historique[79] - XVIIe et XVIIIe siècles).
- La maison de Chateaubriand et l'arboretum de la Vallée-aux-Loups se visitent[80].
- Le lavoir avec son toit percé permettant l’alimentation en eau de pluie date de 1826. Il était flanqué d’un abreuvoir et fut utilisé jusque dans les années 1960. Le cours du ru de Châtenay, actuellement recouvert, est situé à proximité en contrebas.
- La bibliothèque (ancienne mairie, XIXe siècle).
- La cité-jardin de la Butte-Rouge (1931-1939 puis 1949-1965) : elle fait partie de la quinzaine de cités-jardins construites par l'Office HBM (Habitations à Bon Marché, devenues HLM, habitations à loyer modéré, par la loi du 21 juillet 1950) de la Seine alors dirigé par Henri Sellier. Elle est conçue par les architectes Joseph Bassompierre-Sewrin, Paul Sirvin, Paul de Rutté et le paysagiste André Riousse sur 74 hectares, en 7 tranches successives. Plus on avance dans le temps, plus les immeubles construits s'agrandissent tout en conservant certaines caractéristiques de la cité-jardin initiale. 1 573 logements sont construits à la fin des années 1930, 3 695 aujourd'hui. En dépit de sa qualité urbaine et architecturale, la Butte-Rouge n'est pas protégée au titre des monuments historiques.
- Les Murs Blancs, propriété d'Emmanuel Mounier, enterré au cimetière ancien de Châtenay-Malabry.
- L'Île Verte, propriété de Jules Barbier et de sa famille, le peintre Jean Fautrier y séjourna de 1945 à 1964
- Hôtel La Faulotte.
- Le cimetière ancien de Châtenay-Malabry (ouvert en 1811) abrite le dernier repos de nombreuses personnalités dont l'écrivain Paul Léautaud, le philosophe Emmanuel Mounier ou l'économiste André Piettre.

Les grandes propriétés conventuelles ou nobiliaires, bien que disparues, ont façonné le tissu en réservant de grandes parcelles qui soit ont été partagées ou loties, soit constituent les domaines de grands parcs aménagés (le CREPS d'Île-de-France, le parc de la Vallée-aux-Loups, les pépinières Croux, etc.).
L’ancienneté, la rareté et la qualité d’éléments végétaux nombreux apparaissent comme ayant une véritable valeur patrimoniale indissociable des éléments architecturaux ou urbains.

### Patrimoine culturel
- La coulée verte du TGV Atlantique.
- La Roseraie, actuellement CREPS d'Île-de-France.
- Châtenay-Malabry accueille l'École nationale des maîtres d'armes en escrime.
- Le musée du Bonsaï (fermé définitivement).
- Le Laboratoire national de dépistage du dopage.

### Châtenay-Malabry dans les arts et la culture
- Des scènes du film Coup de tête (1979) de Jean-Jacques Annaud ont été tournées sur le territoire de la commune.
- Tendre banlieue est le titre d'une série de bande dessinée créée en 1982 par Tito dont les histoires se déroulent essentiellement à Châtenay-Malabry[81].
- Châtenay-Malabry (2002) est le titre d'une chanson de Vincent Delerm.
- L'histoire du livre Les enfants sont rois (2021) de Delphine de Vigan se déroule dans la commune.

### Personnalités liées à la commune

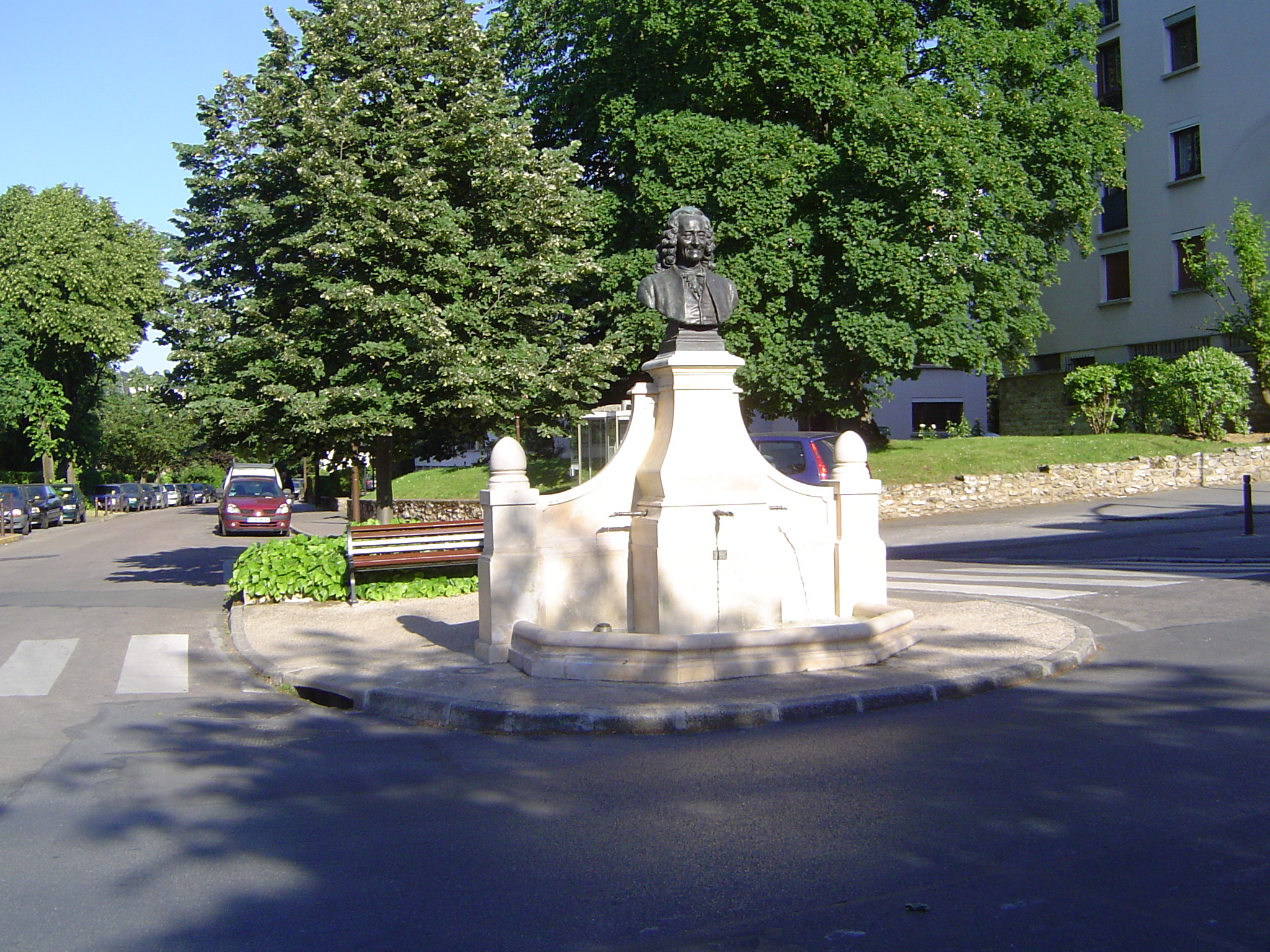
Marguerite Syamour : Monument à Voltaire (1906).

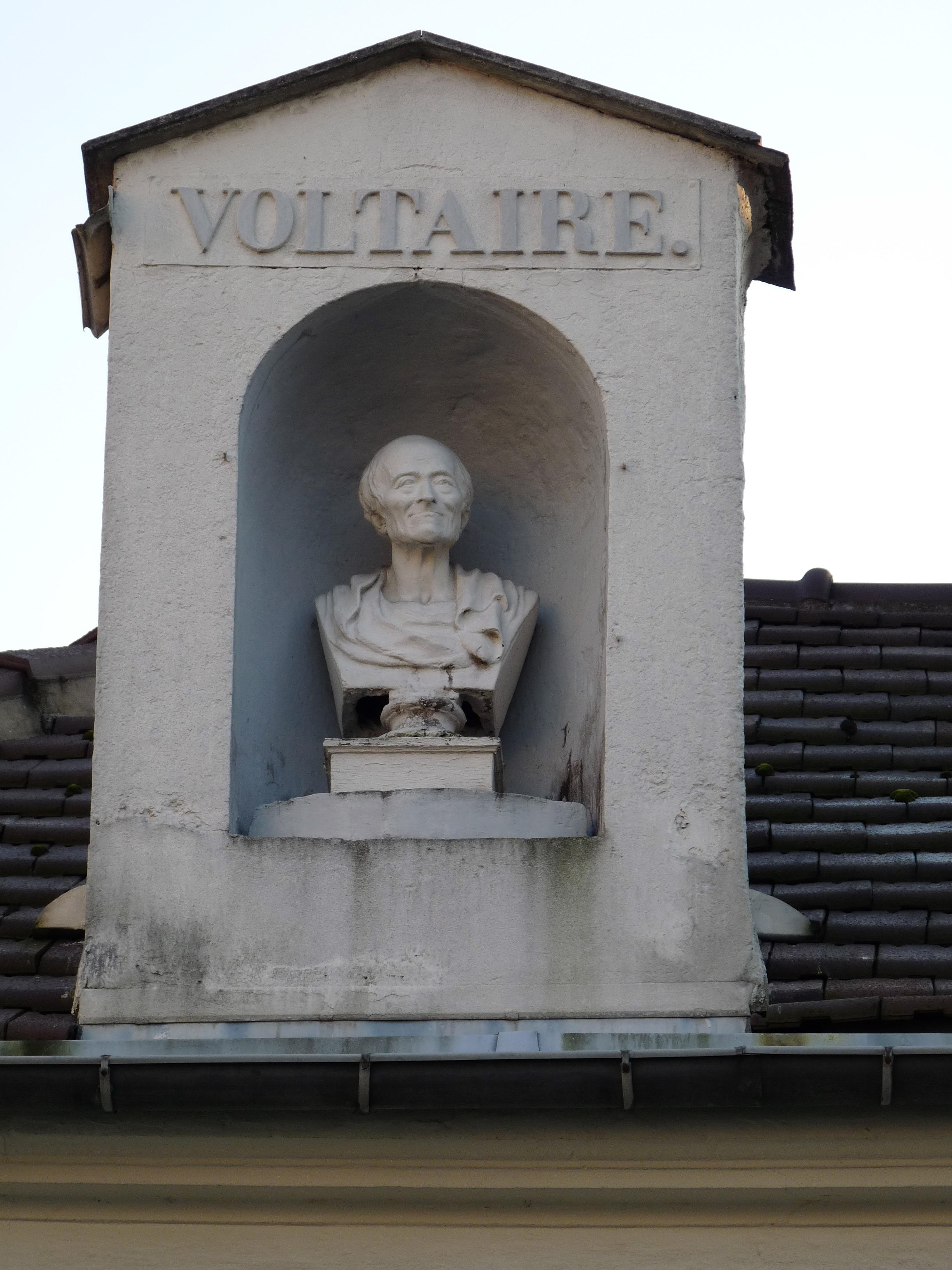
Buste de Voltaire ornant sa maison présumée natale au 1, place Voltaire.

- Jean-Baptiste Colbert (1619-1683), qui a acquis en 1670 la seigneurie de Sceaux ainsi que des terres à Châtenay pour capter les eaux destinées à alimenter le parc de Sceaux. Depuis cette époque, les armes des deux villes portent la couleuvre de la maison de Colbert (coluber en latin).
- François-Marie Arouet, dit Voltaire (1694-1778), a séjourné à Châtenay-Malabry. Il prétendait y être né.
- François-René de Chateaubriand (1768-1848), qui y fit l'acquisition du domaine de la Vallée-aux-Loups.
- Henri de Latouche (1785-1851), journaliste, poète et écrivain, inhumé au cimetière ancien de Châtenay-Malabry.
- Pauline de Flaugergues (1799-1878), poétesse, compagne de Henri de Latouche, inhumée à ses côtés au cimetière ancien de Châtenay-Malabry.
- Sosthène II de La Rochefoucauld, 4e duc de Doudeauville (1825-1908), ambassadeur de France, député, président du Jockey Club, propriétaire de La Vallée aux Loups.
- Jules Barbier (1825-1901), poète, dramaturge et librettiste, habitait Châtenay-Malabry.
- Sully Prudhomme (1839-1907), poète français, premier écrivain à recevoir le prix Nobel de littérature (1901), mort à Châtenay-Malabry.
- Félix Fénéon (1861-1944), critique d'art, journaliste et directeur de revues, mort à Châtenay-Malabry.
- Henry Gerbault (1863-1930), né à Châtenay le 24 juin, dessinateur humoristique, illustrateur et affichiste.
- Paul Léautaud (1872-1956), écrivain, habitant de Fontenay-aux-Roses, inhumé au cimetière ancien de Châtenay-Malabry.
- Jean Longuet (1876-1938), homme politique français, fut maire de Châtenay-Malabry de 1925 à 1938.
- Henri Le Savoureux (1881-1961), médecin psychiatre, fondateur de la Société Chateaubriand, premier-adjoint de Jean Longuet, résistant.
- Lucien Bazor (1889-1974), graveur général des Monnaies de 1930 à 1974, habitait avenue Jean Jaurès à Chatenay-Malabry, inhumé au cimetière ancien de Châtenay-Malabry.
- Louise Janin (1893-1997), peintre et poète américaine, morte à Châtenay-Malabry[82].
- Jacques Rigaut (1898-1929) - Poète français, mort à Châtenay-Malabry.
- Emmanuel Mounier (1905-1950), philosophe français, fondateur de la revue Esprit, mort à Châtenay-Malabry où il est inhumé.
- André Martinet (1908-1999), linguiste, mort à Châtenay-Malabry.
- Pierre George (1909-2006), géographe, membre de l'Académie des sciences morales et politiques, mort à Châtenay-Malabry.
- Paul Ricœur (1913-2005), philosophe chrétien, membre de la communauté de Robinson (paroisse protestante), mort à Châtenay-Malabry.
- Claude Seignolle (1917-2018), écrivain et folkloriste, qui vécut à Châtenay-Malabry.
- Armand Jammot (1922-1998), producteur de télévision, mort à Châtenay-Malabry.
- René-Louis Lafforgue (1928-1967), auteur, compositeur et chanteur, habitait Châtenay-Malabry en 1957, jusqu'à sa mort.
- Guy Hocquenghem (1946-1988), essayiste, romancier et militant homosexuel, habitait Châtenay-Malabry.
- Marie-George Buffet (née en 1949), femme politique, adjointe au maire de Châtenay-Malabry en 1977.
- Thierry Le Luron (1952-1986), imitateur, humoriste et chanteur, a été élève du lycée Emmanuel-Mounier.
- Marisol Touraine (née en 1959), ministre, habitait[Quand ?] Châtenay-Malabry.
- Françoise Abraham (née en 1962), sculpteur et peintre née à Châtenay-Malabry.
- Christophe Lambert (né en 1969), écrivain jeunesse, né à Châtenay-Malabry.
- Manu Eveno (né en 1971), chanteur et guitariste français, membre du groupe Tryo, né à Châtenay-Malabry.
- Laurent Chambon (né en 1972), sociologue et politologue, né à Châtenay-Malabry.
- Fabrice Colin (né en 1972), écrivain, né à Châtenay-Malabry.
- Grégoire Colin (né en 1975), acteur, né à Châtenay-Malabry.
- Vincent Delerm (né en 1976), auteur-compositeur-interprète qui écrit et compose la chanson Châtenay-Malabry qui sort en 2002 sur son premier album
- Jérôme Rothen (né en 1978), footballeur français, né à Châtenay-Malabry.
- Estelle Youssouffa (1978-), femme politique française.
- Aurélia Aurita (née en 1980), autrice de bande dessinée, née à Châtenay-Malabry.
- Habib Bamogo (né en 1982), footballeur français, habite[Quand ?] Châtenay-Malabry.
- Clémence Poésy (née en 1982), actrice française, habite[Quand ?] Châtenay-Malabry.
- Arnaud Marchois (né en 1983), joueur de rugby à XV, né à Châtenay-Malabry.
- Aurélie Valognes (née en 1983), romancière, née à Châtenay-Malabry.
- Hugo Duminil-Copin (né en 1985), mathématicien français, lauréat 2022 de la médaille Fields, y est né.
- Hatem Ben Arfa (né en 1987), footballeur français, habite[Quand ?] Châtenay-Malabry.
- Lise Stoufflet (née en 1989), artiste peintre, née à Châtenay-Malabry.
- Duckens Nazon (né en 1994), footballeur franco-haïtien, né à Châtenay-Malabry.
- Allan Saint-Maximin (né en 1997), footballeur français né à Châtenay-Malabry.
- Vladimir Jankélévitch (né en 1903 à Bourges et décédé en 1985 à Paris), est un philosophe et musicologue français, enterré au cimetière nouveau de Châtenay-Malabry
- Victor Malzac, poète français, récipiendaire du Prix de la vocation de Poésie en 2021, né en 1997 à Châtenay-Malabry.

### Héraldique
| Blason de Châtenay-Malabry | Blason  | Parti, au 1er, de gueules à la branche de châtaignier d'or garnie de ses fruits d'argent, au 2e, d'or à la couleuvre ondoyante d'azur en pal (rappelant les armes de Colbert). |
| Blason de Châtenay-Malabry | Détails | Armes parlantes (Châtaignier / châtaignes ⇒ Châtenay). Le statut officiel du blason reste à déterminer.                                                                        |

## Pour approfondir